# HD 8837
HD 8837，又名BD+39 334，SAO 37234、HR 422，是一颗恒星，视星等为6.6，位于銀經130.39，銀緯-22.01，其B1900.0坐标为赤經1h 21m 58.8s，赤緯+39° -22.01′ 1″。